# All I Ever Wanted (pjesma Kelly Clarkson)
"All I Ever Wanted" je pjesma američke pjevačice Kelly Clarkson. Objavljena je 9. ožujka 2010. godine kao četvrti i posljednji singl s istoimenog albuma All I Ever Wanted, samo u SAD-u i Kanadi. Pjesmu su napisali Sam Watters, Louis Biancaniello i Dameon Aranda, a producenti pjesme su Biancaniello i Watters.

## Objavljivanje
Dana 9. ožujka 2010. godine pjesma je službeno objavljena na američkim radio postajama. Kao digitalni download objavljena je 15. ožujka 2010. godine, ali samo na američkom i kanadskom iTunesu. Pjesma nije objavljena izvan Sjeverne Amerike.

## Popis pjesama
Digitalni download
1. "All I Ever Wanted" - 3:59

## Uspjeh pjesme
Pjesma je debitirala na 99. poziciji ljestvice Billboard Hot 100, a sljedećeg tjedna se popela do 96. pozicije. Singl je prodan u 129.000 primjeraka.

## Ljestvice
| Ljestvice (2010.)                            | Najviša pozicija |
| -------------------------------------------- | ---------------- |
| SAD Billboard Adult Top 40 (Adult Pop Songs) | 11               |
| SAD Billboard Mainstream Top 40 (Pop Songs)  | 37               |
| SAD Billboard Hot 100                        | 96               |

## Povijest objavljivanja
| Država | Datum            | Format             |
| ------ | ---------------- | ------------------ |
| SAD    | 9. ožujka 2010.  | airplay            |
| Kanada | 15. ožujka 2010. | digitalni download |
| SAD    | 15. ožujka 2010. | digitalni download |